# Streitkräfte Luft-Weltraum-Verteidigung
Die Streitkräfte Luft-Weltraum-Verteidigung – auch Streitkräfte Luft-Kosmische-Verteidigung (Originalbezeichnung: russisch Войска воздушно-космической обороны (ВВКО) / Woiska wosduschno-kosmitscheskoy oborony (WWKO)) – waren von 2011 bis 2015 eine eigenständige Teilstreitkraft im Bestand der Streitkräfte der Russischen Föderation.
Am 1. Dezember 2011 nahm die diensthabende Besatzung auf dem Gefechtsstand den durchgehenden Dienst (24 Stunden/365 Tage) auf.
Am 1. Oktober 2015 wurden gemäß Präsidentenerlass die Streitkräfte Luft-Weltraum-Verteidigung mit den Luftstreitkräften zusammengeführt, wodurch die neuen Teilstreitkraft Luft- und Weltraumkräfte entstand. Bereits 1998 waren im Zuge der Modernisierung, Reorganisation und Reduzierung der Streitkräfte die Truppen der Luftverteidigung und Raketenabwehr, bis dato ebenfalls eine eigenständige Teilstreitkraft, in die Luftstreitkräfte eingegliedert worden.

## Geschichte
Die Hauptkräfte der Streitkräfte Luft-Weltraum-Verteidigung bildete die Truppengattung der Weltraumtruppen und das Kommando operativ-strategische Luft-Weltraum-Verteidigung.
Die Formierung des Großverbands Streitkräfte Luft-Weltraum-Verteidigung war möglich durch die Bündelung aller Fähigkeiten zur Abwehr von Gefahren, die aus dem und im Weltraum auftreten könnten, in Verbindung mit den erforderlichen Mitteln der Verteidigung im Bestand der Streitkräfte der Russischen Föderation. Dies ging einher mit der Notwendigkeit der Integration unter einer übergreifenden einheitlichen Führung aller Kräfte, Mittel und Fähigkeiten zur Führung von Handlungen im Luftraum und Weltraum. Damit wurde der wachsenden Bedeutung von Fähigkeiten der Luft-Weltraum-Verteidigung, zum Schutz der staatlichen Interessen, in wirtschaftlicher, militärischer und sozialer Hinsicht Rechnung getragen. Die Objekte der Truppen der LWV wurden auf dem gesamten Territorium Russlands disloziert – von Kaliningrad bis Kamtschatka, aber auch darüber hinaus. So wurden beispielsweise im benachbarten Ausland – Weißrussland, Kasachstan und Tadschikistan – Frühwarn- und Raketen-Leitsysteme stationiert.
Die Luft- und Raumfahrtverteidigungskommando gehen auf die Sektion der Weltraumoperationen der Strategische Operationsabteilung des Obersten Oberkommandos der Reserveartillerie zurück, die 1955 gegründet und 1964 in die Space Services Central Administration der Strategische Raketentruppen Russlands (und später 1972 in den Leiter der Raumfahrtdirektion) umgewandelt wurde.
Im Jahr 1967 wurden die Raketenabwehr- und Weltraumverteidigungskräfte (russisch: войска противоракетной и противокосмической обороны [ПРО и ПКО]) gegründet Artillerie-Generalleutnant Yu. Votintsev. Sie wurden 1982 in Raumfahrt-Serviceeinheiten des Verteidigungsministeriums umstrukturiert und 1986 um den Leiter der Raumfahrtdirektion erweitert.
1991 zerfiel die Sowjetunion. Am 7. Mai 1992 wurden die russischen Streitkräfte gegründet, was die Gründung der russischen Weltraumstreitkräfte noch im selben Jahr am 10. August ermöglichte. Sie wurden 1996 mit den strategischen Raketentruppen vereinigt, 2001 jedoch reformiert.
2006 stimmte Präsident Wladimir Putin der Idee eines neuen „Luft- und Weltraumverteidigungskonzepts“ ab 2016 zu, allerdings ohne die Implikation, dass es sich dabei um einen separaten Dienst handeln würde. 2008 argumentierte Alexander Selin, dass die Raketenabwehr- und Weltraumverteidigungsstreitkräfte in die Luftstreitkräfte integriert werden sollten.
Im Jahre 2015 folgte die Zusammenführung der LWV mit den Luftstreitkräften, woraus gemäß Erlass des russischen Präsidenten die neuen Teilstreitkraft Luft- und Weltraumkräfte (LWK) entstand, die ab 1. August bereit zur Erfüllung des gestellten Auftrags war.

## Befehlshaber
- 2011–2012 = O.N.  Ostapenko, Generaloberst
- 2012 (November / Dezember) = W.M. Iwanow, Generalleutnant m. d. F. b.
- 2012–2015 = A.W. Golowko, Generalleutnant

## Bildergalerie

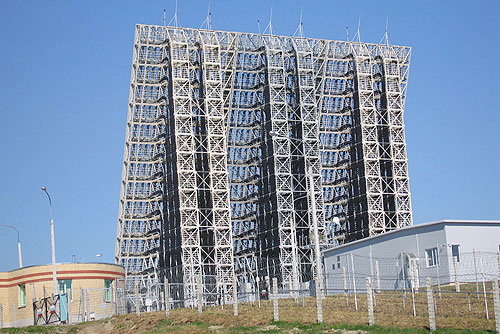
Woronesch-M Radaranlage in Lechtussi
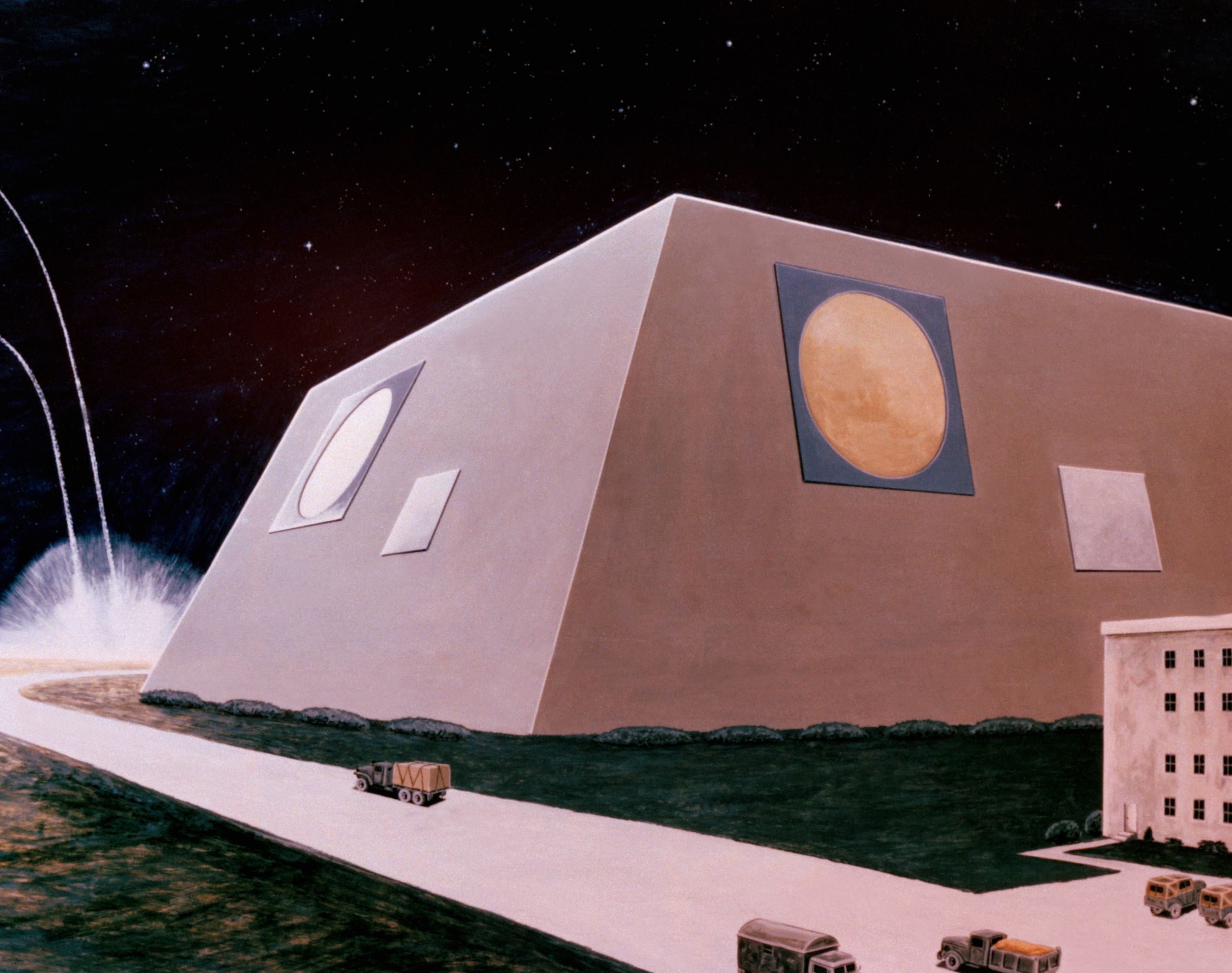
Anti-ballistisches Raketenradar in Puschkino
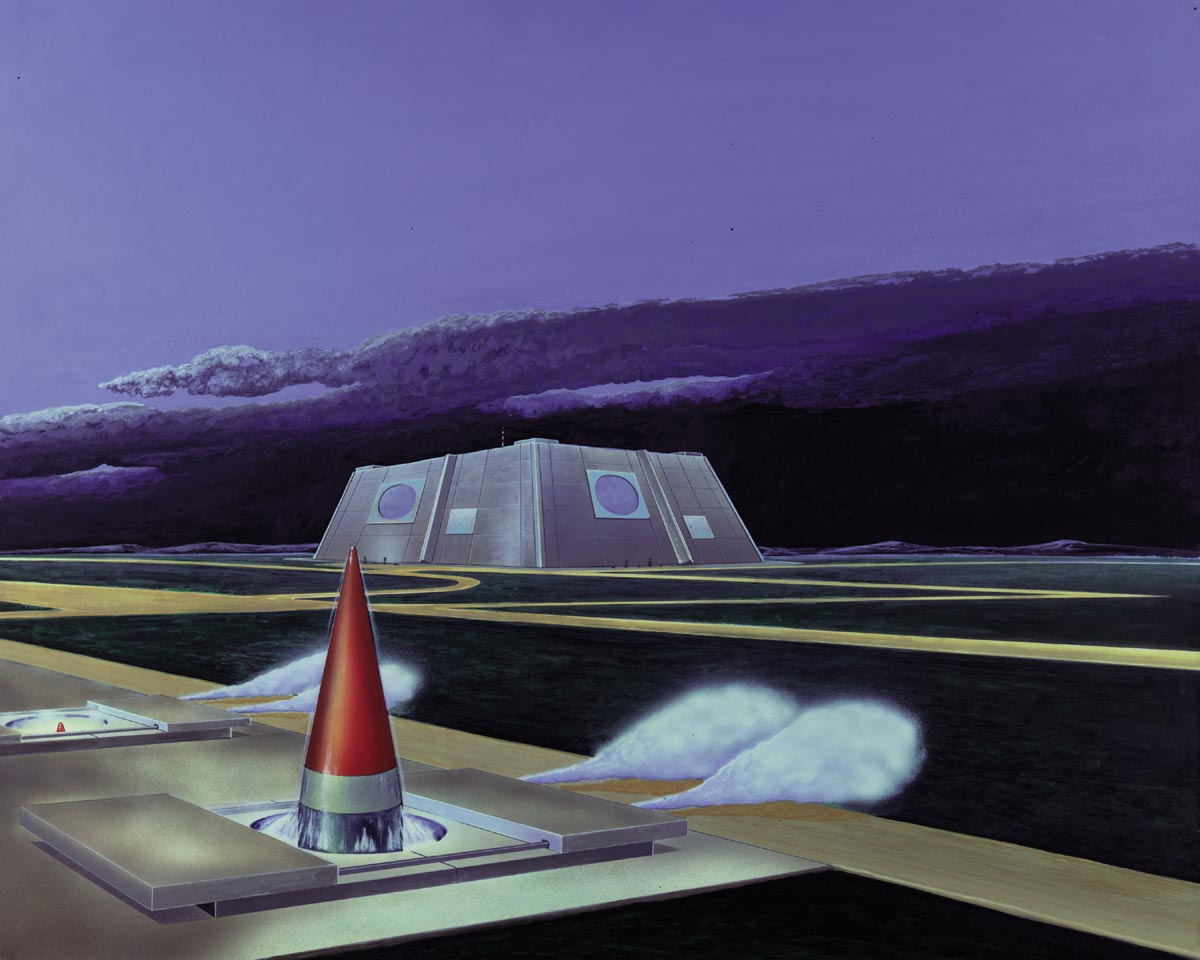
ABM-System bei Moskau